# Agricola di Avignone
Agricola di Avignone (tra il 627 e il 630 – Avignone, 2 settembre 700) è stato un vescovo francese.

## Agiografia
Poco si conosce di questo santo vescovo, la cui Vita, secondo Louis Duchesne, è posteriore al 1574 e venne redatta, in mancanza di documentazione storica coeva, sulla falsariga della vita di san Cesario d'Arles.
I dati cronologici riportati dalla Vita, che fanno nascere Agricola nel 630 e morire nel 700, risultano essere pieni di errori, anacronismi e incogruenze, da risultare «senza alcun valore». Tuttavia, secondo Duprat, potrebbe esserci una attestazione storica del vescovo Agricola se lo si identifica con il vescovo Aghiacus (da leggersi Agriacus?), di sede ignota, che sottoscrisse nel 683 una carta di Petronio di Vaison; questa identificazione si fonderebbe unicamente sulla somiglianza dei nomi, dato che in provenzale Agricola si dice Agricò.
Secondo la Vita, Agricola sarebbe stato figlio di san Magno, egli stesso vescovo di Avignone, e gli succedette sulla cattedra avignonese, attorno al 660, quando il padre si ritirò nel monastero delle isole di Lerino. Durante il suo episcopato, avrebbe fatto costruire in Avignone sette chiese.

## Culto
Ancora la Vita riferisce che Agricola venne sepolto in templus divae Mariae de Dominis, in sacello Sancti Petri, ossia nella cappella di San Pietro della cattedrale di Avignone. Questo dato tuttavia contrasta con quanto riferisce un documento del 919, secondo il quale Agricola era all'epoca sepolto nella chiesa di Pietro. Solo nel 1321, secondo la Vita, il corpo di sant'Agricola venne solennemente traslato dalla cattedrale nella collegiale di Sant'Agricola.
Nel 1647 Agricola fu dichiarato patrono della città dal vescovo Cesare Argelli.
La sua memoria liturgica cade il 2 settembre.